# 李倸英
李倸英（1986年4月29日—），本名李寶英（이보영），韓國女演員。

## 演出作品

### 電視劇
- 2007年：SBS《魔女由熙》飾演 鄭瑪麗
- 2007年：SBS《尋找兒子三萬里》飾演 宋熙珠
- 2009年：KBS《千秋太后》飾演 沙逸羅
- 2009年：SBS《妻子回來了》飾演 閔依賢
- 2009年：KBS N《Soul Special》飾演 閔世姬
- 2010年：KBS《戰友》
- 2011年：MBC《Royal Family》飾演 朴敏卿
- 2012年：SBS《家族的誕生》飾演 馬艾莉
- 2013年：KBS《Drama Special－馬鬼》
- 2014年：KBS《布穀鳥之巢》飾演 李華瑛／葛蕾絲李
- 2014年：JTBC《下女們》飾演 可喜兒
- 2017年：MBC《君主－假面的主人》飾演 梅蒼
- 2018年：tvN《致忘了詩的你》飾演 金允珠
- 2018年：SBS《福秀回來了》飾演 李彩英（特別演出）
- 2019年：KBS《拜託了，夏天啊》飾演 周相美
- 2020年：KBS《秘密的男人》飾演 韓宥蘿
- 2023年：KBS《秘密的女人》飾演 朱愛羅／薔薇／金賢貞
- 2023年：tvN《特務家族》飾演 尹采利

### 電影
- 2008年：《她曾經美麗》
- 2008年：《卡車》
- 2009年：《飛翔》
- 2011年：《鯨魚尋找的自行車》
- 2012年：《隨風而逝》飾演 劉雪花
- 2013年：《偉大的隱藏者》飾演 Ran
- 2017年：《驚天大逆轉》
- 2020年：《瑜伽怨》
- 2021年：《江陵》飾演 南宮恩善
- 2022年：《非常杀手》飾演 賢珠
- 待上映：《女老千》

### MV
- 2003年：Turtles《Come On》
- 2004年：Rain《I Do》
- 2004年：Air Rise《A Way》
- 2007年：尹美莱《忘了阿》
- 2008年：Natural《보내는 마음》
- 2009年：李秀英《消去吧》
- 2009年：火曜飛《Once》
- 2009年：K.Will《不能說愛你》
- 2010年：Rumble Fish《男人都那樣》（與金鎮祐）
- 2010年：金東熙《好像要死了》
- 2010年：Homme《只要好好吃飯》
- 2011年：Homme《男人呀微笑吧》

### 綜藝節目
- 2015年：ch CGV《我也是電影導演》
- 2017年：tvN 《SNL Korea》第9季第25集
- 2018年：tvN 《人生酒館》
- 2020年: SBS 《叢林的法則》

## 獲獎
- 2014年：KBS演技大獎－女子配角獎（布穀鳥巢）
- 2020年：KBS演技大獎－日日劇部門 女子優秀演技獎（秘密的男人）

## 外部連結
- NAVER （页面存档备份，存于）
- 官方網站[]
- 李倸英的Facebook專頁
- 李倸英的Instagram帳戶